# ストラータ

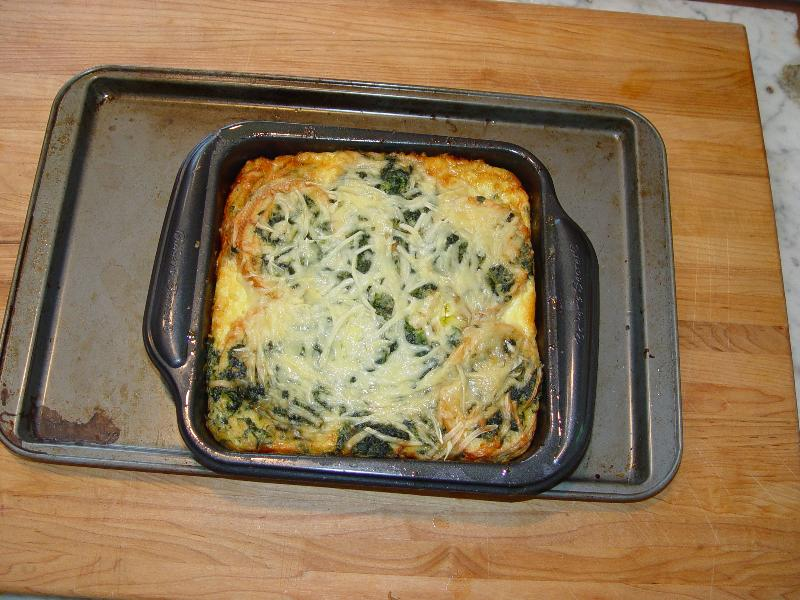
ストラータの例（卵、ホウレンソウ、グリュイエールチーズ）

ストラータ（英語: strata）は、アメリカ合衆国のキャセロール料理の1種。パン、卵、チーズ、野菜、ハムなどを地層（英語: stratum、複数形:strata）を成すようにキャセロール鍋に入れて焼き上げた料理である。

## 概要
類似する料理にデザートとして食されるブレッドプディングがある。パンと具材と卵液をキャセロール鍋に入れ焼き上げるという調理法は同じ。ストラータは食事用の料理であるため、甘いものばかりではなく塩味のものもある。
パンは新しい物ではなく、昨日の残り物のパンを再利用する料理の1つである。
前日に焼く直前まで準備しておき、冷蔵庫にキャセロール鍋ごと保管しておけば、後はオーブンで焼くだけであるため、朝食のメニューとしてもよく利用される。

## 歴史
1902年にレシピが発表されたパンで層を作り、ホワイトソースとチーズを使ってグラタン風に焼いた「チーズストラータ（cheese strata）」がストラータの原型だとされる。なお、この頃のチーズストラータには卵は使用されていない。
卵が使用されるようになった時期は不明であるが、こんにちのストラータは卵を使用するレシピがほとんどである。